# Episodi de Chiamami ancora amore
La miniserie televisiva Chiamami ancora amore, composta da sei episodi, viene trasmessa in prima serata su Rai 1 dal 3 al 17 maggio 2021.
I primi due episodi sono stati pubblicati in anteprima sulla piattaforma streaming RaiPlay il 26 aprile.
| N° | Titolo      | Prima TV       |
| -- | ----------- | -------------- |
| 1  | La festa    | 3 maggio 2021  |
| 2  | Il dilemma  | 3 maggio 2021  |
| 3  | La mela     | 10 maggio 2021 |
| 4  | Il secondo  | 10 maggio 2021 |
| 5  | La promessa | 17 maggio 2021 |
| 6  | La prova    | 17 maggio 2021 |

## La festa
Anna Santi è profondamente infelice con il marito Enrico Tagliaferri e ha deciso di lasciarlo ma lui la spiazza organizzandole nel suo bar una grande festa di compleanno con amici e colleghi. La ragazza gli comunica che ha chiesto la separazione, facendo intendere di avere un altro, ma dopo la festa i due si riavvicinano e finiscono per fare l'amore.
Tre mesi dopo. Enrico attacca duramente Anna per una lettera nella quale accenna a un suicidio e chiede l'affidamento esclusivo del figlio; i servizi sociali dovranno stabilire la compatibilità genitoriale di entrambi.

## Il dilemma
L'assistente sociale Rosa Puglisi vuole capire cosa abbia spinto Enrico a separarsi in questo modo brusco. L'avvocato di Anna le consiglia di colpirlo duramente e così lei pensa alla passione del calcio di Enrico e del figlio cancellando poi difatti l'iscrizione di Pietro alla scuola calcio. Enrico viene a saperlo dal bambino e si infuria minacciando Anna davanti alla porta di casa. In un flash back si capisce che la ragazza è rimasta incinta per caso e che aveva avuto problemi di anoressia a seguito del suicidio della madre. Enrico racconta a Rosa che Anna aveva abortito la prima volta e che non ha mai voluto nemmeno Pietro; inoltre le consegna una registrazione amatoriale nella quale si vede Anna stressata che scuote il piccolo Pietro appena nato per poi uscire di casa.
- Ascolti: telespettatori 3 878 000 – share 16,3% [1]

## La mela
Rosa Puglisi vuole fare visita alla casa di Anna Santi ma questa la respinge con una scusa perché Pietro è a casa anziché essere a scuola e ha messo a soqquadro il salotto strappando tutte le foto di famiglia.
L'avvocato di Enrico gli sconsiglia di usare quel video poiché è una violazione della privacy. Puglisi racconta ad Anna che l'uomo le ha consegnato il video e così la donna decide di raccontare ciò che è successo: rimasta incinta per caso, era andata a vivere con Enrico ad Anguillara continuando a fatica gli studi universitari; nella nuova casa aveva fatto installare il sistema di video sorveglianza poiché era impaurita dai ladri e dopo una crisi aveva abbandonato la casa per qualche giorno lasciando il bambino ad Enrico.

## Il secondo
La Puglisi è convinta che il bambino sia stato maltrattato dal padre e dalla sua cartella clinica nota che ci sono stati diversi ricoveri in ospedale dovuti ad alcuni infortuni ma il suo allenatore le dice che la frattura al polso non è avvenuta al campo; scopre poi che Anna, milite del 118, aveva ingessato da sola il polso del figlio il quale, secondo quanto raccontato dal padre, sarebbe inciampato a casa. Pietro ha poi ferito un suo compagno di classe durante una lite ed Enrico fuori dal campo ha reagito alle provocazioni del padre del ragazzino dandogli un pugno in faccia.
- Ascolti: telespettatori 3 500 000 – share 15,3%

## La promessa
Enrico va a sbattere con la sua auto ma viene salvato da suo padre il quale dirà di essere stato lui a guidare.
Tre mesi prima Anna aveva confessato ad Enrico di avere un'altra relazione e lui per ripicca era andato a letto con un'altra; durante un litigio in casa nel cuore della notte Anna ha cercato di portare con sé il figlio ma davanti alle sue resistenze ha a gran voce che Enrico non è il suo vero padre.
La dottoressa Puglisi continua a non capire perché Tagliaferri sia così determinato ad ottenere l'affido del figlio e va in visita a casa di Anna ma le due donne scoprono che Pietro è scappato dalla finestra di camera sua. Dopo averlo ritrovato nei pressi del lago grazie al rilevamento gps del telefono, il bambino si mette ad urlare pretendendo di sapere chi è il suo vero padre. Viste le circostanze a questo punto la dottoressa fa richiesta di affidamento di Pietro ai servizi sociali.
Anna decide così di incontrare Andrea, il vero padre di Pietro.

## La prova
Andrea non ne vuole sapere di Pietro e manda via Anna. Il bambino, accompagnato dalla Puglisi, chiede al giudice di sapere chi è il suo vero padre minacciando di scappare un'altra volta. Andrea si ravvede quando viene a sapere che Pietro si trova in casa famiglia e che il giudice ha nominato un curatore che tuteli le sue esigenze; con il suo avvocato riesce così ad ottenere l'affido nonostante i genitori di Enrico abbiano fatto la stessa domanda. Il bambino però non è felice con la sua nuova famiglia e dopo un provino con il Torino chiede al padre di tornare a vivere a casa. A quel punto Enrico affronta Andrea dicendogli che il bambino torna a casa con lui. Difatti Pietro verrà preso dal Torino e insieme ai suoi genitori, che nel frattempo si sono riavvicinati per non perderlo, si trasferirà nella città piemontese.
- Ascolti: telespettatori 3 700 000 – share 16,5%